# Buttsole
Buttsole – wieś w Anglii, w hrabstwie Kent, w dystrykcie Dover. Leży 15 km na wschód od miasta Canterbury i 104 km na wschód od centrum Londynu.